# 新道繁
新道 繁（しんどう しげる、1907年3月25日 - 1981年6月10日）は、洋画家。

## 経歴
福井県三国町（現・坂井市）出身。1924年東京府立工芸学校卒業。1934年光風会会員。1951年日展審査員。1955年女子美術大学講師、1958年文部大臣賞受賞、日展評議員、1961年日本芸術院賞受賞、1969年日展理事、1971年光風会常務理事、1975年日展常務理事、1977年日本芸術院会員、1979年勲三等瑞宝章受章。
1960年以降は「松」を繰り返し描いた。

## 著書・展覧会図録
- パステル画 たのしい造形 美術出版社 1968
- 新道繁 三国町郷土資料館 1982
- 新道繁松拾遺集 スケッチブックより 三国町郷土資料館 1983
- 新道繁回顧展 松の画家 福井県立美術館 1990